# Hetty Heyster
Hetty Heyster (Nijmegen, 17 maart 1943) is een Nederlands beeldhouwster.

## Leven en werk
Heyster studeerde in 1966 en 1967 aan de School of Fine Arts in Montreal. Vervolgens studeerde ze tot 1971 aan de Academie van Beeldende Kunsten in Rotterdam. Het was de tijd van minimal art en daarbij werden allerlei nieuwe materialen gebruikt. Heyster besloot echter figuratief te gaan werken, de natuur als uitgangspunt te nemen en in brons te werken. In haar studie van het dier volgde zij kunstenaars als Rembrandt Bugatti, François Pompon, August Gaul, Ewald Mataré, Jaap Kaas en Arie Teeuwisse.
Een aantal werken van Heyster werden geplaatst in dierentuinen Ouwehands Dierenpark en Artis. In 2017 werd een grote overzichtstentoonstelling van haar werk georganiseerd in Museum Henriette Polak in Zutphen. Op deze tentoonstelling was ook werk van haar voorbeelden te zien, zoals Bugatti, Mataré en Kaas.

## Enkele werken
- Karbouw (1984), Artis in Amsterdam
- Rij-pony, Prins Willem-Alexander Manege in Amsterdam
- Schaap (1986), Berkel-Enschot
- Jonge pansterneushoorn (1988), Artis in Amsterdam
- Pinguïns (1988), Artis in Amsterdam
- Gorilla met jong (1993), Artis in Amsterdam
- Vogels (1993), Bemmel
- Zeeleeuwen (1994), zwembad de Duker in Bunschoten-Spakenburg
- Twee Cheetahs (1999), Artis in Amsterdam
- Pelikaan (2004), Beeldenpark De Havixhorst in De Schiphorst

## Afbeeldingen

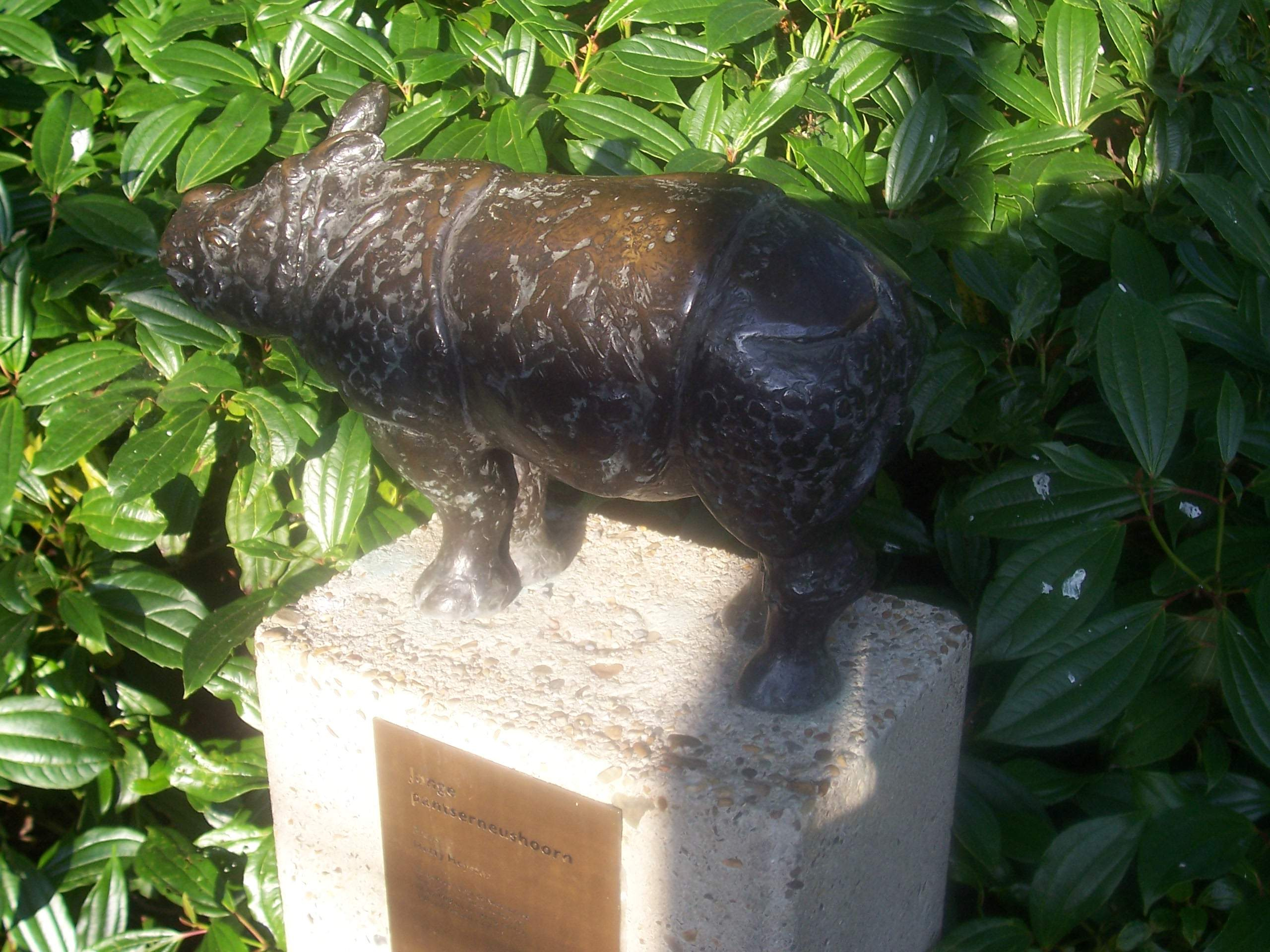
Jonge pantserneushoorn (1988) in dierentuin Artis, Amsterdam
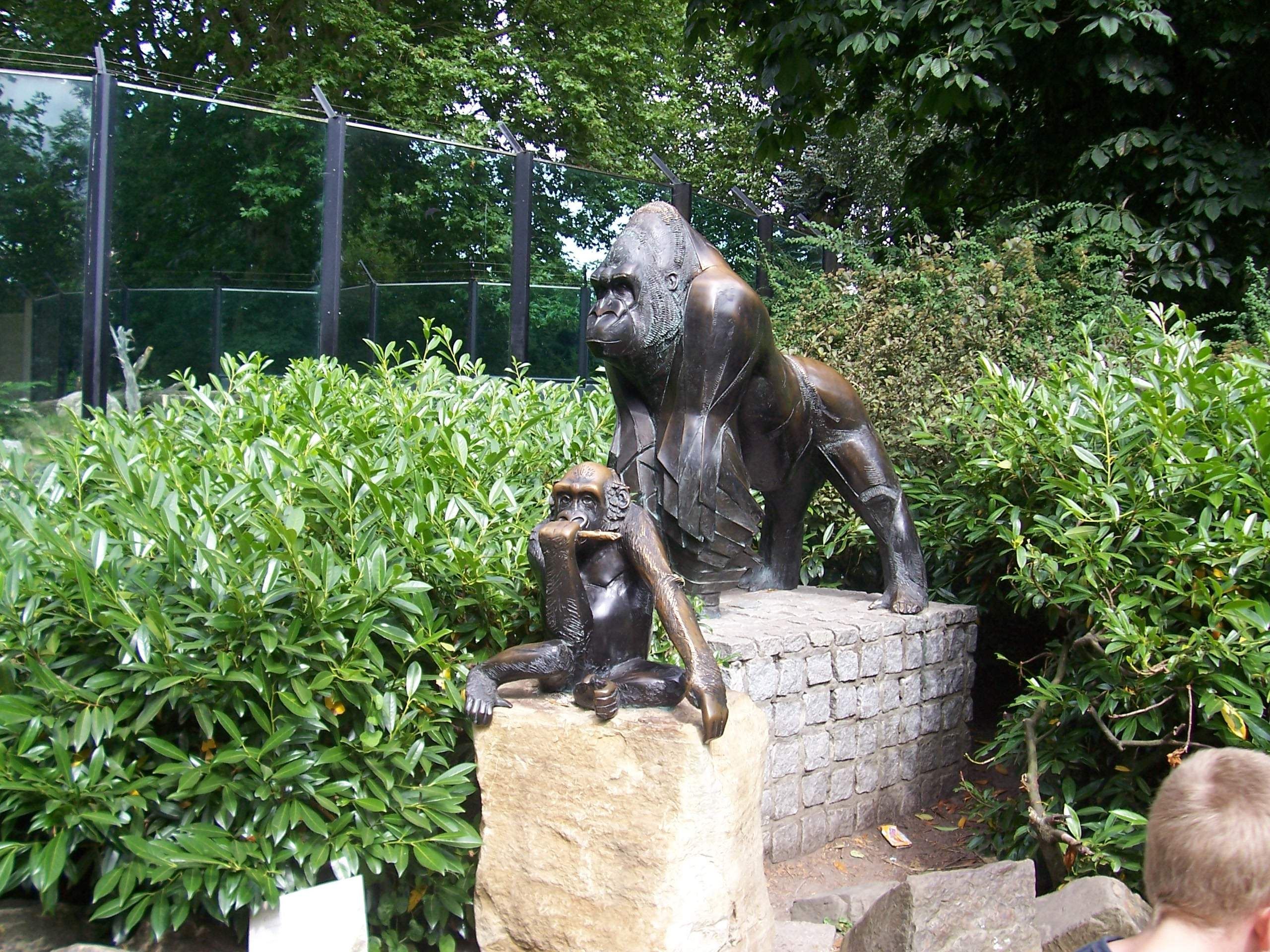
Gorilla met jong (1993) in dierentuin Artis, Amsterdam
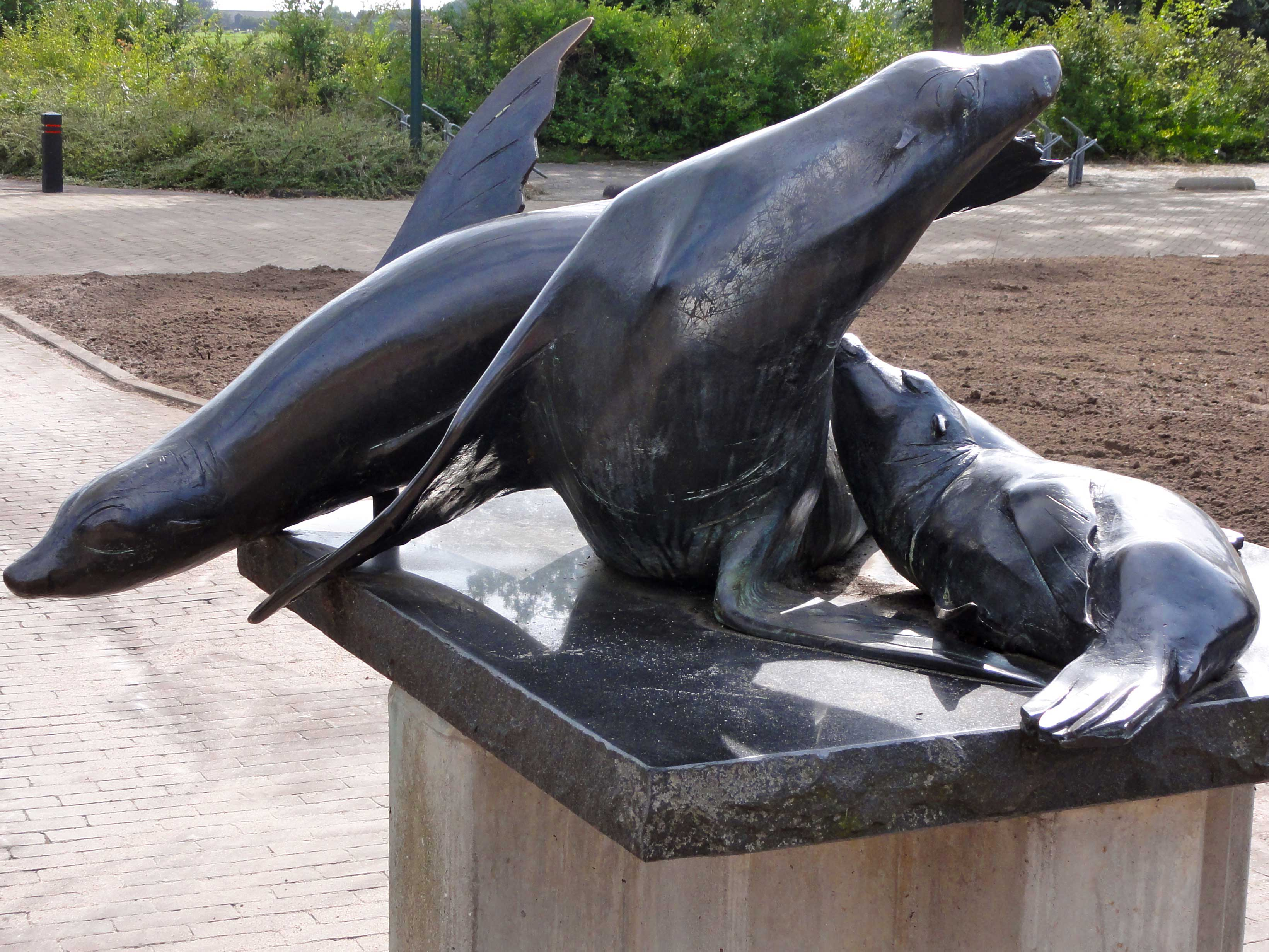
Zeeleeuwen (1994), Bunschoten
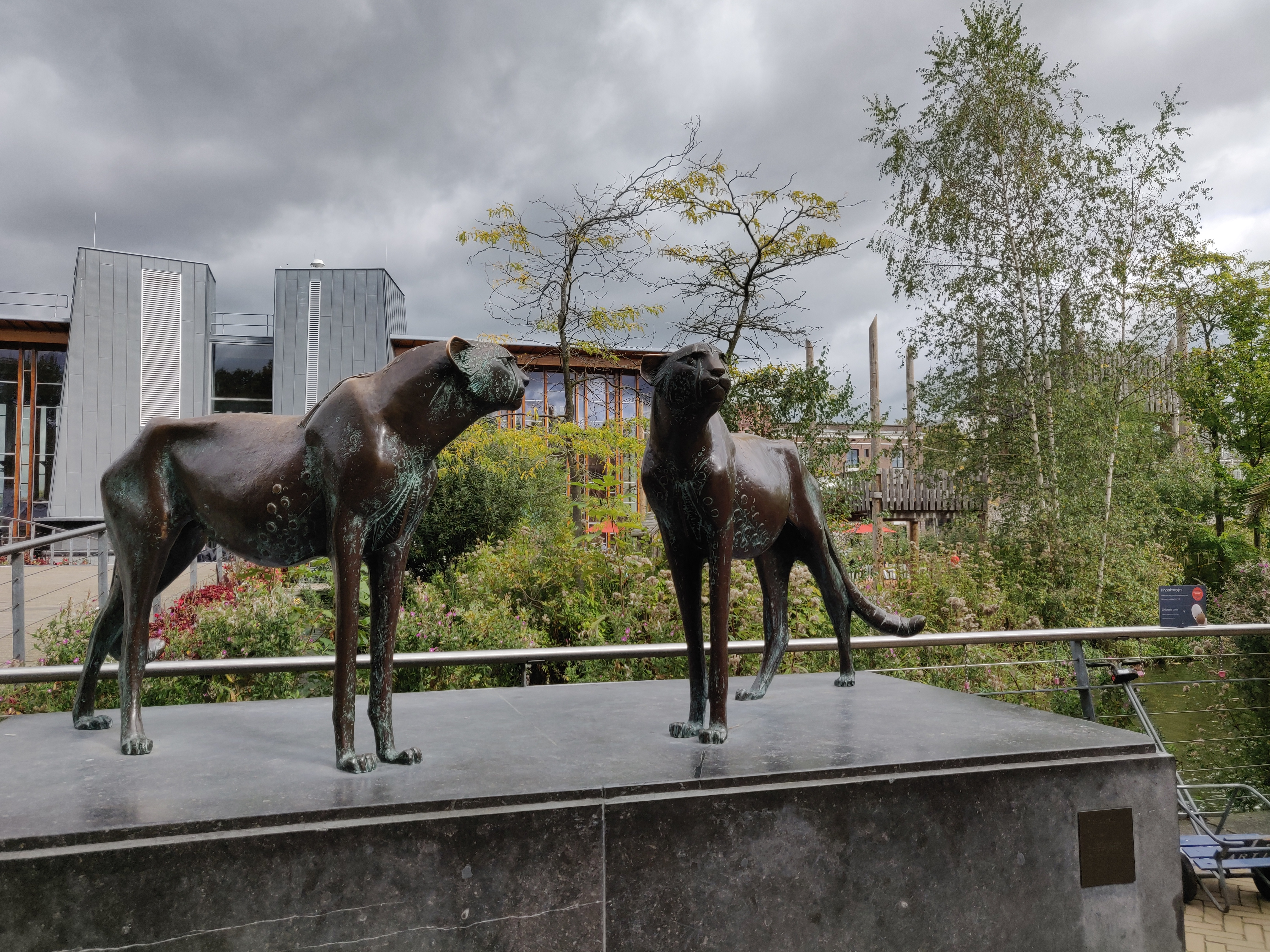
Twee Cheetahs (1999) in dierentuin Artis, Amsterdam
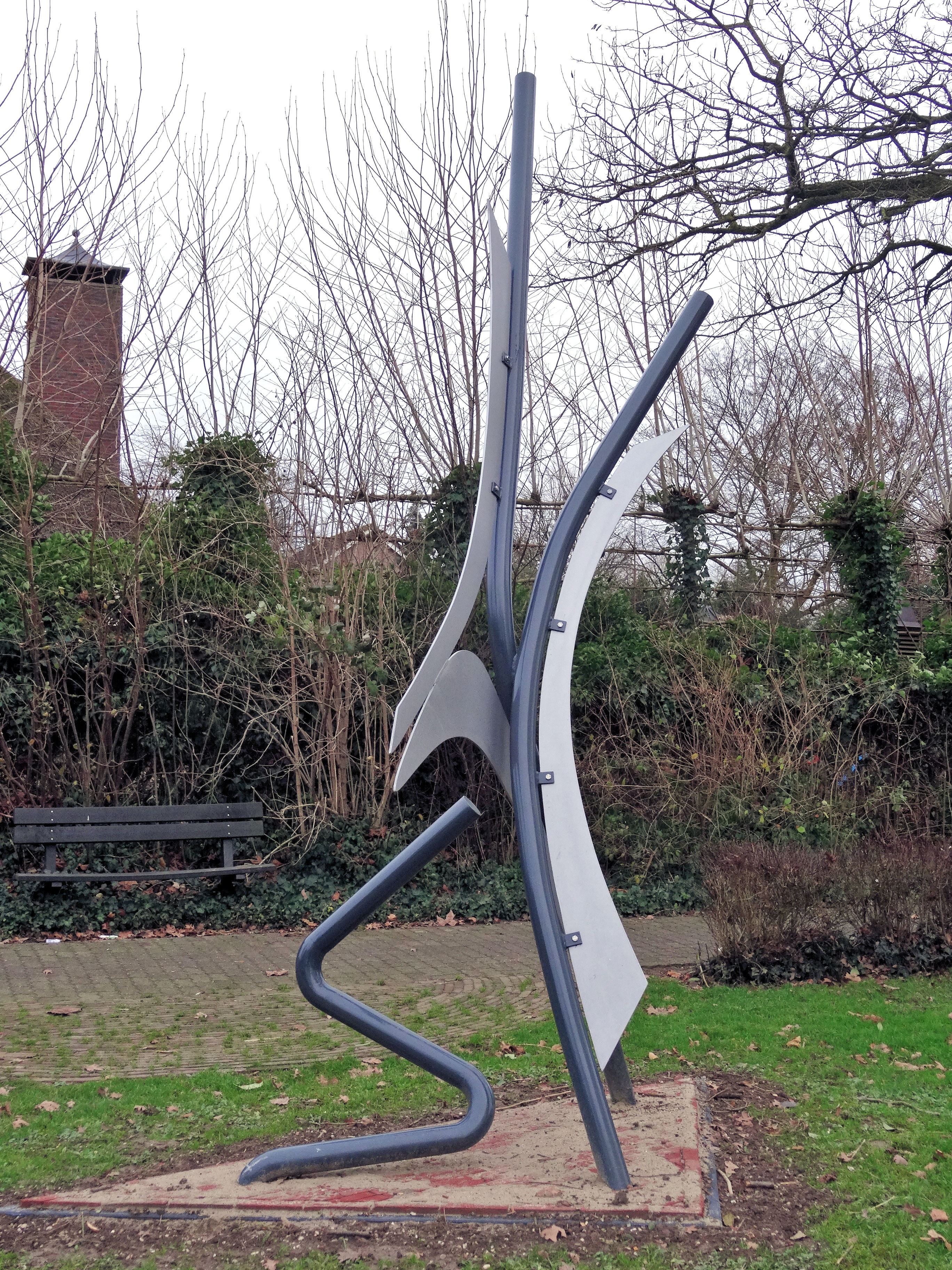
Vogels (1993), Bemmel